# Brendan Sean Murray
Brendan Sean Murray (...) è un attore sudafricano.

## Biografia
Brendan Sean Murray è nato a Città del Capo, in Sudafrica, venendo cresciuta trilingue inglese, afrikaans e tedesco; ha conseguito una laurea in lettere all'Università di Città del Capo Dal 2006 intraprende la carriera recitativa e, nel 2015, compare in un ruolo ricorrente nella serie televisiva Black Sails ed entra a far parte del cast di Momentum. Nel 2019, è apparso in un totale di quattro episodi della serie televisiva Warrior, l'anno successivo in tre di Raised by Wolves - Una nuova umanità e nel 2023 ottiene un ruolo ricorrente nella serie Binnelanders. Il 26 giugno 2024 viene annunciato il suo ingresso nel cast dell'adattamento live action Netflix di One Piece nel ruolo di Brogi a partire dalla seconda stagione.

## Filmografia

### Attore

#### Cinema
- Screenplay, regia di Benjamin Collins - cortometraggio (2006)
- Monark: Something, regia di Ryan Kruger - cortometraggio (2014)
- Momentum, regia di Stephen Campanelli (2015)
- Broken Darkness, regia di Christopher-Lee dos Santos (2017)
- Matwetwe (Wizard), regia di Kagiso Lediga (2017)
- Le ultime 24 ore (24 Hours to Live), regia di Brian Smrz (2017)
- Sanguine, regia di Cameron Hadlow - cortometraggio (2019)
- Fried Barry, regia di Ryan Kruger (2020)
- Open Mike Knight, regia di David Franciscus - cortometraggio (2020)
- The Umbrella Men, regia di John Barker (2022)
- Street Trash, regia di Ryan Kruger (2024)

#### Televisione
- The Devil's Whore - miniserie TV, episodio 1x03 (2008)
- Strike Back - serie TV, 2 episodi (2012)
- Leonardo - serie TV, episodio 2x06 (2012)
- Black Sails - serie TV, 2 episodi (2015)
- Bluestone 42 - serie TV, episodio 3x01 (2015)
- You, Me and the Apocalypse - miniserie TV, episodio 1x04 (2015)
- Saints & Strangers - miniserie TV, puntata 1x01 (2015)
- Warrior - serie TV, 4 episodi (2019)
- Queen Sono - serie TV, episodio 1x04 (2020)
- Vagrant Queen - serie TV, episodio 1x07 (2020)
- Grant - serie TV, episodio 1x01 (2020)
- Raised by Wolves - Una nuova umanità (Raised by Wolves) - serie TV, 3 episodi (2020)
- Il giro del mondo in 80 giorni (Around the World in 80 Days) - serie TV, episodio 1x01 (2021)
- Abraham Lincoln - miniserie TV, puntata 1x0 (2022)
- Ragazze elettriche (The Power) - serie TV, episodio 1x05 (2023)
- Binnelanders - serie TV, 18 episodi (2023)
- Devil's Peak - serie TV, 3 episodi (2023)
- One Piece - serie TV, (2026)

### Doppiatore
- Seal Team - Squadra speciale foche (Seal Team) - film d'animazione (2021)
- Sumerian Six - videogioco (2024)

## Doppiatori italiani
Nelle versioni in italiano delle opere in cui ha recitato, Brendan Sean Murray è stato doppiato da:
- Simone Mori in Momentum
- Massimo Bitossi in Black Sails
- Alessandro Quarta in Warrior